# Toshiaki Fushimi
Toshiaki Fushimi (jap. 伏見俊昭 Fushimi Toshiaki; ur. 4 lutego 1976 w Shirakawa) – japoński kolarz torowy, srebrny medalista olimpijski.

## Kariera
Największy sukces w karierze Toshiaki Fushimi osiągnął w 2004 roku, kiedy wspólnie z Tomohiro Nagatsuką i Masakim Inoue zdobył srebrny medal w sprincie drużynowym podczas igrzysk olimpijskich w Atenach. W zawodach tych Japończyków wyprzedzili jedynie Niemcy w składzie: Jens Fiedler, Stefan Nimke i René Wolff. Był to jedyny medal wywalczony przez Fushimiego na międzynarodowej imprezie tej rangi. Na tych samych igrzyskach brał udział w keirinie, ale odpadł we wczesnej fazie rywalizacji. Japończyk startował także na igrzyskach olimpijskich w Pekinie w 2008 roku, gdzie w keirinie zajął 21. pozycję. Toshiaki Fushimi nigdy nie zdobył medalu na torowych mistrzostwach świata.